# Anny Felbermayer
Anny Felbermayer, née le 21 juillet 1924 et morte le 5 septembre 2014, est une soprano lyrique autrichienne. Elle est membre de l'Opéra d'État de Vienne. Elle joue dans de nombreux opéras de Richard Strauss, notamment lors de la création de son film Die Liebe der Danae au Festival de Salzbourg en 1952.

## Carrière
Née Anna Maria Felbermayer-Szekely à Vienne dans une famille d’artisans, elle fréquente la Handelsschule. Elle étudie le piano et le chant en privé, puis à la Wiener Musikakademie, auprès de E. Rado, P. Mark-Neusser et J. Witt, obtenant son diplôme en 1949. Elle reçoit le prix Cebotari-Preis à Vienne et est lauréate de concours internationaux à Genève et à Verviers. 
Elle fait ses débuts sur scène en 1950 à l'Opéra d'État de Vienne, et joue ensuite au Theater an der Wien, en tant que servante dans Martha de Friedrich von Flotow. Elle est membre de l’ensemble jusqu'en 1982 et joue dans la compagnie 54 rôles dans 979 représentations y compris Les noces de Figaro, dans laquelle elle joue les personnages de Barbarina et Susanna. Elle joue également dans de nombreux opéras de Richard Strauss. 
Felbermayer joue à Vienne en 1950 dans Les deux journées de Cherubini avec le Niederösterreichisches Tonkünstlerorchester, dirigé par H. Täubler. Elle participe au Figaro de Mozart avec Erich Kleiber et avec Karl Böhm en 1957 au Festival de Salzbourg, où elle joue également dans Idomeneo de Mozart . À Vienne, elle interprète Nanette dans une nouvelle production de Der Wildschütz de Lortzing, et Sandmännchen et Taumännchen dans Hänsel und Gretel . Elle apparaît dans de nombreux opéras de Strauss, notamment dans le rôle d'Echo dans Ariane auf Naxos, dans  celui de Zdenka dans Arabella et Intermezzo en 1963. Felbermayer crée le rôle de Xanthe dans la création à titre posthume de son film Die Liebe der Danae dirigé par Clemens Krauss au Festival de Salzbourg en 1952. Elle apparait à l'Opéra d'État de Vienne en 1970 dans le spectacle Die ägyptische Helena. Elle interpréte le rôle de Blanchefleur dans un concert de Der Kuhreigen (de) de Kienzl et joue Lucy dans Die Dreigroschenoper de Weill. 
Felbermayer chante régulièrement à La Scala, à La Monnaie, à Liceu, à l'Opéra de Graz et au Festival de Salzbourg, où elle apparait à partir de 1952 presque chaque année. Elle apparait en concert et à la radio à Vienne, en Allemagne et en Italie. Elle est morte à Vienne le 5 septembre 2014, .

## Prix
- 1969 :Décoration autrichienne pour la science et l'ar (de)[7]
- 1983 : Kammersängerin autrichien[3]

## Enregistrements
- Bach : Weichet nur, betrübte Schatten, BWV 202 (1952), chœur et orchestre de la guilde de Bach dirigée par Felix Prohaska
- Bach : Wachet auf, ruft uns die Stimme, BWV 140, chœur et orchestre de la Guilde Bach dirigée par Felix Prohaska
- Bach : Christ lag à Todesbanden, BWV 4, chœur et orchestre de la guilde de Bach dirigé par Felix Prohaska
- Mozart : Sämtliche Lieder (chansons complètes, 1956), avec Erik Werba (piano)
- Haydn : Stabat Mater (1952), orchestre de chambre du Wiener Symphoniker, Akademie Kammerchor, Hans Gillesberger.
- Antonín Dvořák : Zigeunermelodien op. 55 et Johannes Brahms : Chansons de style populaire avec Viktor Graef (piano)
- Richard Strauss : Lieder, avec Alfred Poell (baryton) , Viktor Graef (piano)
- Gustav Mahler : Frühe Gesänge und Lieder aus letzter Zeit . Alfred Poell (basse), orchestre de l'opéra national de Vienne, dirigé par Felix Prohaska
- Humperdinck : Hänsel und Gretel, Sandmännchen et Taumännchen (Londres 1953), avec le Philharmonia Orchestra et des chorales d'écoles anglaises, dirigé par Herbert von Karajan